# Karboksymetyloceluloza
Karboksymetyloceluloza (CMC, łac. Carboxymethylcellulosum, syn. Carmellosum) – polimer, półsyntetyczna pochodna celulozy otrzymana przez przyłączenie do jednej z reszt hydroksylowych glukopiranozy grupy karboksymetylowej (-CH2-COOH). Często używana w postaci soli sodowej. W przemyśle spożywczym jest oznaczona symbolem E466 i należy do grupy emulgatorów i środków zagęszczających.

## Otrzymywanie
Karboksymetyloceluloza jest syntetyzowana w wyniku katalizowanej zasadowo reakcji celulozy z kwasem chlorooctowym. Sól sodową otrzymuje się poprzez działanie chlorooctanu sodu na alkalicelulozę.

## Właściwości
Biały sypki proszek, rozpuszczalny w wodzie. Nie jest to produkt jednolity. Średnia ilość grup hydroksylowych w pierścieniu cukrowym, które są podstawione karboksymetylem jest różna i waha się przeważnie w granicach 0,3-1,5. W wodzie pęcznieje i ma właściwości słabego elektrolitu anionowego o pH 6,5-8,0. Roztwory wodne charakteryzują się ponadto dużą lepkością, która wzrasta wraz ze wzrostem stopnia polimeryzacji. Karmeloza sodowa praktycznie nie rozpuszcza się w etanolu bezwodnym, acetonie, chloroformie i glikolach, jednak roztwory wodne są zgodne ze stosunkowo dużym stężeniem etanolu (do 40%). W roztworach wodnych wykazuje właściwości emulgatora anionowo czynnego, stabilizuje emulsję i zwiększa lepkość.

### Lepkość
Występują 3 stopnie lepkości roztworów karboksymetylocelulozy:
- LF – niski stopień lepkości (1% wodny roztwór wykazuje lepkość w granicach 25-50 mPa·s)
- MF – średni stopień lepkości (1% wodny roztwór wykazuje lepkość w granicach 400-800 mPa·s)
- HF – wysoki stopień lepkości (1% wodny roztwór wykazuje lepkość w granicach 1500-3000 mPa·s)

## Zastosowanie
W przemyśle spożywczym jest używana jako środek zagęszczający, a także jako wypełniacz, emulgator, błonnik pokarmowy oraz środek zapobiegający zbrylaniu.
W preparatyce farmaceutycznej roztwory wodne soli sodowej o stężeniu 2-6% są stosowane jako lepiszcza przy granulacji na mokro. Przy zastosowaniu polimerów o różnym stopniu polimeryzacji można uzyskać zróżnicowaną szybkość uwalniania substancji czynnej. Dzięki temu uzyskuje się postacie o przedłużonym działaniu. Jest również dodawana do tabletek jako środek rozsadzający. W stężeniu 2-6% jest używana przy wyrobie maści oraz jako podłoże hydrożelowe.
Nierozpuszczalny mikrogranulat karmelozy znajduje zastosowanie jako kationit w chromatografi jonowymiennej przy oczyszczaniu białek.

## Interakcje
Daje niezgodności z solami żelaza i cynku, z gumą ksantanową, roztworami mocnych kwasów i czwartorzędowymi zasadami amoniowymi. Ze względu na wysokie pH może wytrącać z roztworów niektóre alkaloidy. Po zakwaszeniu do pH 3,0, z roztworu wytrąca się forma kwasowa. Karboksymetyloceluloza jest stosunkowo odporna na działanie mikroorganizmów, może jednak ulegać depolimeryzacji. Nie należy konserwować jej roztworów kwasem benzoesowym i sorbowym, a także ich solami sodowymi, ponieważ wykazują one aktywność przeciwbakteryjną dopiero w pH poniżej 5,0.

## Efekty uboczne
Może ulegać fermentacji w jelicie grubym i przyczyniać się do powstawania zaburzeń w obrębie przewodu pokarmowego takich jak wzdęcia, zaparcia i biegunki.

## Postacie handlowe
- Blanose Rafined CMC – rafinowana wysoko oczyszczona karmeloza sodu 99,5%
- Ac-Di-Sol – poprzecznie usieciowana sól sodowa
- Nymcel ZSX – poprzecznie usieciowana sól sodowa
- Primellose – poprzecznie usieciowana sól sodowa
- Solutab – poprzecznie usieciowana sól sodowa